# Flugplatz Dinkelsbühl-Sinbronn

i7
i11
i13
Der Flugplatz Dinkelsbühl-Sinbronn (ICAO-Code: EDND) ist der Sonderlandeplatz der Stadt Dinkelsbühl in Bayern.

## Lage
Der Flugplatz liegt rund fünf Kilometer östlich von Dinkelsbühl im Osten des Ortsteils Sinbronn. Es gibt keine Anbindung an den öffentlichen Personennahverkehr.

## Nutzung
Der vom örtlichen Aeroclub genutzte Platz besitzt eine Grasbahn in Ost-West-Richtung für Motor- und Segelflugzeuge. Neben Fallschirmspringen wird die Ausbildung für Ultraleichtflugzeuge (SPL) und für Motorflugzeuge (JAR-FCL PPL (A)) angeboten.
Jährlich am dritten Augustwochenende findet auf dem Gelände das Summer Breeze statt, ein Open-Air-Metalfestival. Seit 5. September 2015 ist am Flugplatz der Rettungshubschrauber Christoph 65 stationiert.